# Рюдигер, Ларс
Ларс Рюдигер (нем. Lars Rüdiger; род. 17 апреля 1996, Берлин) — немецкий прыгун в воду, чемпион Европы 2020 года, призёр чемпионатов мира и Европы, летней Универсиады. Бронзовый призёр Олимпийских игр 2020 в Токио.

## Биография
На летней Универсиаде 2017 года в составе сборной Германии в командных соревнованиях он завоевал бронзовую медаль.  
Представлял сборную Германии на чемпионате Европы по водным видам спорта в Глазго. На этом турнире в синхронных прыжках с 3-х метрового трамплина в паре с Патриком Хаусдингом завоевал бронзовую медаль.
На чемпионате Европы по прыжкам в воду в Киеве в 2019 году он завоевал серебряную медаль на 3-метровом трамплине в синхронных прыжках в паре с Патриком Хаусдингом. 
В мае 2021 года на чемпионате Европы, который состоялся в Венгрии, в Будапеште, Ларс в паре с Патриком Хаусдингом завоевал золотую медаль в синхронных прыжкам с 3-х метрового трамплина.